# 메사 (컴퓨터 그래픽스)
메사3D(Mesa3D) 및 메사 3D 그래픽 라이브러리라고도 불리는 메사(Mesa)는 OpenGL, 벌컨 및 기타 그래픽 API 사양의 오픈 소스 구현이다. 메사는 이러한 사양을 공급업체별 그래픽 하드웨어 드라이버로 변환한다.
가장 중요한 사용자는 각각의 하드웨어에 대해 인텔과 AMD가 주로 개발하고 자금을 지원하는 두 개의 그래픽 드라이버이다(AMD는 더 이상 사용되지 않는 AMD 카탈리스트를 통해 메사 드라이버 라데온 및 라데온SI를 홍보하고 인텔은 메사 드라이버만 지원함). 독점 그래픽 드라이버(예: 엔비디아 지포스 드라이버 및 카탈리스트)는 모든 메사를 대체하여 자체 그래픽 API 구현을 제공한다. Nouveau라는 메사 엔비디아 드라이버를 작성하기 위한 오픈 소스 노력은 대부분 커뮤니티에서 개발되었다.
게임과 같은 3D 애플리케이션 외에도 최신 디스플레이 서버(X.org의 글래머 또는 웨이랜드의 웨스턴)는 OpenGL/EGL을 사용한다. 따라서 모든 그래픽은 일반적으로 메사를 통과한다.
메사는 freedesktop.org에서 호스팅하며 1993년 8월 Brian Paul에 의해 시작되었으며 그는 여전히 이 프로젝트에 적극적으로 참여하고 있다. 메사는 이후 널리 채택되었으며 현재 OpenGL 사양을 관리하는 크로노스 그룹의 그래픽 하드웨어 제조업체를 포함하여 전 세계의 다양한 개인 및 기업의 수많은 기여를 포함하고 있다. 리눅스의 경우 개발도 부분적으로 크라우드 펀딩에 의해 주도되었다.

### External links for Gallium3D
- 《freedesktop.org - Gallium3D》, an article on the current state of Gallium3D
- Fonseca, José (April 2008), 《Introduction into Gallium3D》
- Rusin, Zack (2007년 9월 21일), 《Gallium3D》
- Corbet, Jonathan (November 2007), 《Memory management for graphics processors》
- 《Generic GPU-Accelerated Video Decoding》, Google Summer of Code 2008 project using Gallium, 2008년 7월 31일에 원본 문서에서 보존된 문서
- Rusin, Zack (2008), 《Gallium3D: Graphics Done Right》 (PDF) (presentation), Akademy
- Rusin, Zack (2008), 《Gallium3D: Graphics Done Right》 (presentation), Akademy, 2011년 1월 1일에 원본 문서 (video)에서 보존된 문서
- 《Update on Gallium3D ports to AROS and Haiku》 (PDF), FOSDEM 2010, 2010년 2월 7일